# Jaroslav Bogdálek
Jaroslav Bogdálek (24. května 1929 Brno – 7. prosince 2022) byl český lyžař.

## Lyžařská kariéra
Na VII. ZOH v Cortině d'Ampezzo 1956 reprezentoval Československo v alpském lyžování. V obřím slalomu skončil na 34. místě, ve slalomu na 29. místě a závod ve sjezdu nedokončil. Členem československé reprezentace byl v letech 1949–1959, v letech 1954 a 1958 reprezentoval Československo na mistrovství světa. Byl třináctinásobným mistrem Československa.

## Hokejová kariéra
V hokejové lize hrál za ZJS Zbrojovka Spartak Brno (1948–1952).